# 미스 매치
《미스 매치》(영어: Miss Match)는 2003년 NBC에서 방영된 드라마이다.